# 小川理子
小川 理子（おがわ みちこ、1962年12月4日- ）は、日本のジャズピアニスト・実業家。パナソニック役員、マツダ取締役。大阪府出身。

## 概要
パナソニック執行役員、マツダ取締役、アプライアンス社副社長、技術担当（兼）技術本部長、テクニクス事業推進室長、テクニクスブランド事業担当。
大阪市西区立売堀に生まれ育つ。大阪市立愛日小学校、大阪市立船場中学校、大阪府立大手前高等学校、慶應義塾大学理工学部 生体電子工学科卒業。1986年、パナソニック（当時の社名は松下電器産業）に入社し、音響研究所に配属される。音響心理、音響生理を基盤とした音響機器の研究開発に15年間従事。2014年5月にオーディオ事業部門に異動し、高級オーディオブランドのテクニクス復活を総指揮。
音楽経験については、3歳でクラシックピアノを始め、相愛学園「子供の音楽教室」にて音楽基礎教育を学ぶ。大学時代にバンドを組んで、ジャズを始める。大学卒業後、しばらくは勤務が忙しくピアノから離れたが、1993年、入社以来、7年間かかわった音響機器開発プロジェクトがバブル崩壊の影響で解散し、意気消沈したところに、上司の木村陽一に音楽をやろうと誘われ、木村陽一トリオを結成。ハーレムストライドピアノスタイルを中心としたクラシックジャズの演奏活動を開始。平日は会社員、週末はジャズピアニストという生活を続けている。 レコーディングについては、国内自主制作にて9枚、海外制作にて1枚のCDをリリースしたのち、2006年にビクターエンタテインメントからメジャーデビューを果たした。2002年から2011年まで曽我清隆率いるニューオリンズスタイルのジャズバンド「ハイタイムローラーズ」にピアニストとして参加した。
仕事面では、開発を担当した小型高性能AV空間「パナカプセル」は、大型旅客船に納入された。ラッパ型のスピーカー（バックロードホーン型スピーカー Technics SST-1 サウンドスペースツインロードホーンスピーカー）は、ニューヨーク近代美術館の永久展示品に選定され、薄型の壁面型スピーカー（Technics SB-AFP1000試作機 厚さ5cm、1m角）はウィーン国立歌劇場のリハーサルルームに納入され、オペラ歌手のカラオケとして使用された。 カーオーディオ、音場制御、DVD-Audioの国際規格標準化、音楽配信用圧縮音声ファイルフォーマットの音質評価などの研究開発を経験。
2014年パナソニックがテクニクスブランドの再スタートを発表した際にはパナソニックの「アプライアンス社オーディオ成長戦略」と紹介された。
弘兼憲史は、課長島耕作シリーズのスピンオフ作品「会長島耕作 特別編 部長 風花凛子の恋」の主人公のモデルが小川理子であることを明かした。
2018年11月23日にパリで開かれた2025年日本国際博覧会（万博）の大阪誘致を訴える日本政府の最終プレゼンテーションで、「サプライズ・プレゼンテーター」として登壇した。
2021年9月13日、2025年大阪・関西万博の運営主体「日本国際博覧会協会」の理事に選任された。

## 経歴
- 1962年 - 大阪市西区立売堀に生まれ育つ。
- 1986年4月 - 慶應義塾大学理工学部 生体電子工学科卒業。パナソニック入社、音響研究所に配属。
- 2001年 - 東京転勤でeネット事業本部に異動。
- 2006年1月 - ジャズピアニストとしてメジャーデビュー。
- 2008年4月 - 社会文化グループマネージャー。
- 2014年5月 - ホームエンターテインメント事業部 オーディオ成長戦略担当理事。
- 2015年4月 - パナソニック役員、テクニクスブランド事業担当、アプライアンス社常務 ホームエンターテインメント事業部テクニクス事業推進室長。
- 2015年11月 - アプライアンス社常務 ホームエンターテインメント事業担当(兼)ホームエンターテインメント事業部長(兼)テクニクス事業推進室長。
- 2016年11月29日 - 「ブルガリ　アウローラ　アワード」受賞。
- 2017年6月 - パナソニック執行役員、アプライアンス社副社長 ホームエンターテインメント・コミュニケーション事業担当(兼)ホームエンターテインメント事業部長(兼)テクニクス事業推進室長。
- 2018年1月 - アプライアンス社副社長 技術担当(兼)技術本部長、テクニクス事業推進室長。
- 2018年2月 - パーソルAVCテクノロジー株式会社 取締役に就任。
- 2018年6月 - 日本オーディオ協会会長に就任。
- 2019年6月 - マツダ取締役に就任。[2]
- 2019年8月8日 - 「第6回女性技術者育成功労賞」受賞。
- 2021年4月 - テクニクスブランド事業担当参与、関西渉外・万博担当参与
- 2021年10月1日 - コーポレート戦略・技術部門関西渉外・万博推進担当参与くらし事業本部テクニクスブランド事業担当。

## リリース作品

### アルバム
- スゥインギン・ストライド（SWINGIN' STRIDE 2006年1月21日発売、VICJ-61343）

1. FINGER BUSTER
2. DROP ME OFF IN HARLEM
3. VIPER'S DRUG
4. COTTONTAIL
5. 世界に一つだけの花
6. HANDFUL OF KEYS
7. MOON RIVER
8. ECCENTRICITY
9. HARLEM JOYS
10. WHEN I'M SIXTY-FOUR
11. AUNT HAGER'S BLUES
12. I'M BEGINNING TO SEE THE LIGHT
13. MY FATHER'S LOVE SONG

- バルーション（Balluchon 2018年10月11日発売、UA-1002、UHQCD）

アルバムの前半は麻倉怜士がプロデュース、後半は潮晴男がプロデュースしている。
LP盤が2019年4月25日に発売。

## 書籍
- 音の記憶 技術と心をつなげる（文藝春秋、2017年2月25日） ISBN 978-4-16-390607-2